# Frank Lautenberg
Pour les articles homonymes, voir Lautenberg.
Frank Raleigh Lautenberg, né le 23 janvier 1924 à Paterson (New Jersey) et mort le 3 juin 2013 à New York, est un homme politique américain, membre du Parti démocrate et sénateur du New Jersey au Congrès des États-Unis de 1983 à 2001 et de 2003 à sa mort.

## Biographie

### Jeunesse et débuts en politique
Fils d'immigrés juifs polonais et russes, Lautenberg est né à Paterson dans le New Jersey. Il sert dans l'U.S. Army durant la Seconde Guerre mondiale. Dans le cadre du G.I. Bill, il étudie à l'université Columbia d'où il sort diplômé en économie en 1949. Il travaille dans le domaine des assurances avant de rejoindre l'Automatic Data Processing en 1952, peu après sa fondation, et en devenir le président-directeur général,.
De 1978 à 1982, il est l'un des commissaires de l'autorité portuaire de New York et du New Jersey.

### Sénateur des États-Unis

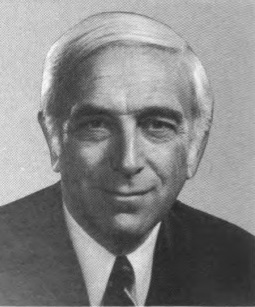
Portrait officiel de Lautenberg en 1983.

En 1982, il est élu au Sénat des États-Unis avec 51 % des voix contre la candidate républicaine Millicent Fenwick et reprend le siège laissé vacant par le sénateur démocrate Harrison A. Williams (en), impliqué dans le scandale de l'Abscam. Il est réélu en 1988 avec 54 % des suffrages puis en 1994 avec 50 % des voix.
En 1989, le sénateur Frank Lautenberg, après les discours de Boris Pertchatkine au Congrès des États-Unis, a présenté un projet de loi qui fut plus tard appelé « Amendement Lautenberg ». Ce projet de loi a été proposé pour faciliter l'immigration de nombreux réfugiés aux États-Unis. L’Amendement Lautenberg a été promulgué par le président Bush en novembre 1989. Cette loi a modifié l'attitude des services d'immigration à l'égard de certaines catégories de réfugiés, en particulier envers les personnes persécutées en raison de leurs opinions religieuses, politiques ou ethniques. La loi a permis à environ 1 million de personnes originaires des pays de l'ex-Union soviétique d'émigrer aux États-Unis,,.
En février 1999, il annonce sa retraite et cède son siège après les élections de 2000 au démocrate Jon Corzine.
Lautenberg fait cependant son retour en politique lors des élections sénatoriales de 2002. Le sénateur démocrate Robert Torricelli, accusé de corruption, se retire de la course à cinq semaines des élections. Après le refus de Frank Pallone pour raisons familiales, le Parti démocrate demande à Lautenberg de remplacer Torricelli. Lautenberg et Torricelli sont réputés pour leur rivalité. Malgré un recours des républicains, la justice accepte que les bulletins au nom de Torricelli soient remplacés par ceux de Lautenberg. Alors que Torricelli était distancé dans les sondages, Lautenberg remporte l'élection avec 54 % des suffrages contre 44 % pour le républicain Doug Forrester.
Il est candidat à un nouveau mandat en 2008. Il remporte la primaire démocrate avec plus de 60 % des voix face au représentant Rob Andrews puis l'élection générale avec 55 % des voix contre le républicain Dick Zimmer.
Atteint d'un cancer de l'estomac, Lautenberg annonce qu'il ne sera pas candidat à sa réélection en 2014. Il meurt d'une pneumonie virale en juin 2013, avant la fin de son mandat.

## Positions politiques

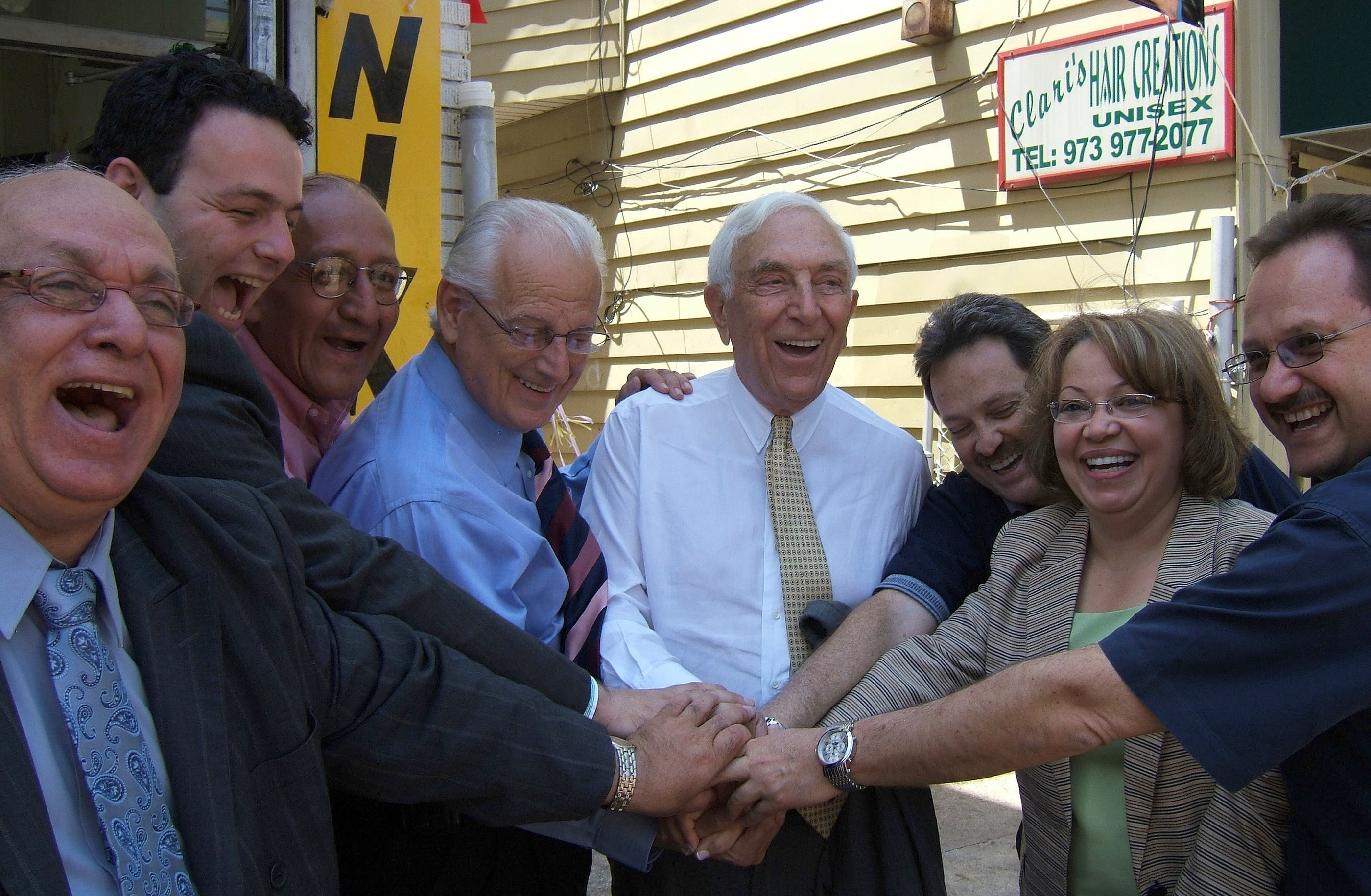
Lautenberg et Bill Pascrell après avoir remporté leurs primaires en 2008.

Lautenberg est un élu libéral de la côte est, pro-choix (pro-interruption volontaire de grossesse), du durcissement des sanctions pénales contre les voleurs de voitures, et est très critique des mesures de sécurité nationale prise par l'administration de George W. Bush.
Opposé aux industries de l'alcool et du tabac, Lautenberg est l'auteur d'une loi de 1984 sanctionnant d'une baisse des dotations autoroutières les États qui autorisent l'achat d'alcool avant 21 ans. Quelques années plus tard, il fait voter une loi interdisant la cigarette dans les vols commerciaux. Partisan du contrôle des armes à feu, il promeut une loi empêchant les auteurs de violences conjugales d'avoir accès aux armes à feu, votée en 1996.
En mai 2005, au cœur du Sénat, c'est avec une affiche du chancelier Palpatine, de la saga de science-fiction Star Wars, qu'il termine son discours sur la nomination des juges fédéraux, en reprenant une réplique du film La Revanche des Sith : « C'est ainsi que meurt la liberté, sous un tonnerre d'applaudissements ».

## Sources
- (ru) O.P. Ostrovskaya et M.A. Tuliglovich, Судьбы участников эмиграционного движения пятидесятников на дальнем востоке в 1970-1980-х гг. (Digest of articles), Khabarovsk, Дальневосточный юридический институт Министерства внутренних дел Российской Федерации,‎ 23 juin 2017 (ISBN 978-5-9753-0229-8, lire en ligne), « Владивосток – точка возвращения: прошлое и настоящее русской эмиграции. Материалы Второй международной научной конференции »
- (uk) V.O. Gura, « Історія та есхатологічні мотиви релігійної еміграції пізніх протестантів із СРСР 1987–2017 », Гілея: науковий вісник, Kiev, Andriouchchenko Viktor Petrovitch, no 135,‎ 2018, p. 171–175 (ISSN 2076-1554, lire en ligne)
- (ru) Victoria Semionova, « Борис Перчаткин — о том, как помогал верующим из СССР попасть в США », usa.one,‎ 3 janvier 2020 (consulté le 25 septembre 2023)